# C2C12

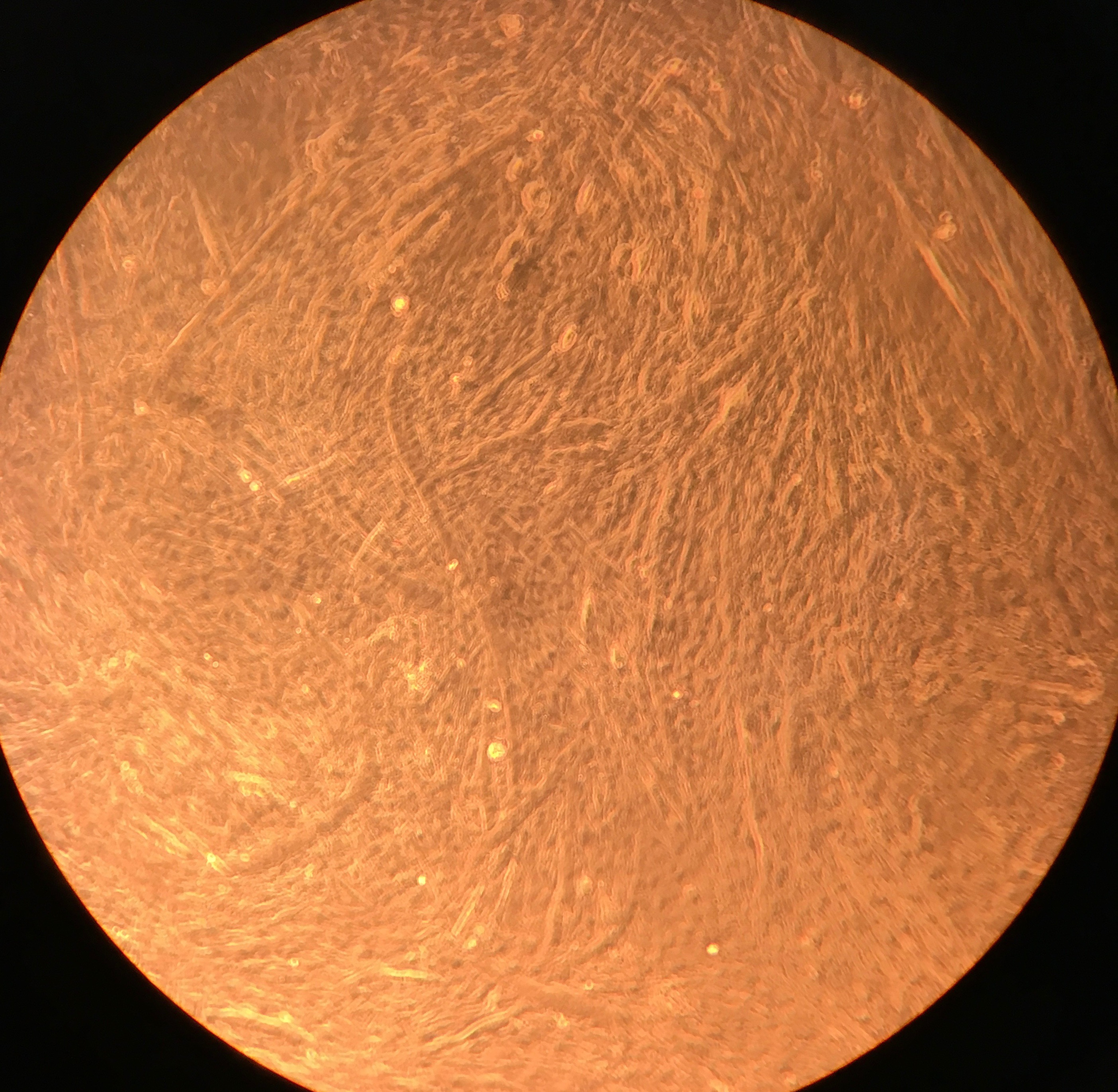
C2C12細胞的肌管

C2C12是永生的小鼠肌母細胞系，最初是在1977年從以色列的魏茨曼科學研究學院獲得，並且是為了從體內條件複雜的相互作用中，分離出的肌母細胞（myoblasts）進行一些體外研究而開發的，所以其可以用於多種生物醫學研究。
這些細胞能夠在擁有大量血清條件的情況下快速增殖，並且能夠在少量血清的條件下分化為肌母細胞。 單核肌母細胞隨後可以在低血清條件或缺少血清的狀態下融合，形成多核肌管，從而成為成肌過程中骨骼肌收縮細胞的前體細胞。C2C12細胞目前用作研究肌母細胞，以及其分化與成肌過程，並且探索有關機制的工具。

## 形態學
野生型C2C12細胞具有放射狀分支形態，由許多沿着多個方向延伸的長纖維所組成。 目前已知可在多種條件下成功培養出C2C12細胞，以誘導特定的目標反應。 例如，借助C2C12細胞的高分化率和融合率，將纖連蛋白模板（fibronectin templates）微鍍到培養皿或細胞培養瓶中，以誘導特定的生長模式。又例如，骨骼肌細胞與細胞外基質成分的相互作用。引入細胞粘附分子可以改變C2C12細胞的生長方式，使其生長時呈縱向分佈，並且具有極性。實際上有許多方法可以在遺傳和環境方面，調節着C2C12細胞的形狀，如改變細胞骨架等。C2C12細胞的骨架對於研究肌肉組織在損傷後的再生特別重要。

## 科研用途
目前已經證明C2C12細胞通過轉染，有效地包含外源的互補脫氧核醣核酸和核酸。在試驗研究中，C2C12是在C3H小鼠大腿肌肉細胞進行多次傳代後獲得的細胞，並且是從具有隱性純合dy基因的小鼠中培養的。這些小鼠表現出類似於早發性的人類肌肉營養不良症。從2個月大且擁有壓碎性損傷（crush injury）的C3H小鼠中，成功培養出正常的小鼠肌母細胞，細胞在兩天內分化為紡錘形的單核肌母細胞，而四天後，細胞形成了多核肌管網絡（multinucleated myotube networks），甚至可以觀察到肌小節和Z線（一系列的暗色線條）。相反，營養不良的細胞形成縮短了長度的纖維，並且被成纖維細胞覆蓋，正是肌肉萎縮的標誌。C2C12細胞表現出快速發育和成熟等功能性骨骼肌細胞或心肌細胞的能力，並且具有收縮性的肌管。通過引入對肌母細胞融合和成肌至關重要的功能喪失基因，可以控制着C2C12細胞形成肌肉的速率。在存在着腫瘤壞死因子-α的情況下，C2C12細胞中會丟失蛋白，特別是肌球蛋白重鏈蛋白（ myosin heavy chain protein）。C2C12細胞用於闡明在S期發生的失活X染色體的複製，並且受到表觀遺傳的調控。C2C12細胞因其高分裂率而可應用於細胞週期的研究。

## 外部連結
- Cellosaurus entry for C2C12（页面存档备份，存于）